# Patryk Nowerski
Patryk Nowerski (ur. 2 grudnia 1991) – polski koszykarz grający na pozycjach silnego skrzydłowego i środkowego, obecnie zawodnik Dzików Warszawa.
10 lipca 2019 przedłużył umowę z Legią Warszawa. 6 sierpnia 2020 został zawodnikiem I-ligowych Dzików Warszawa.